# Alice Embleton

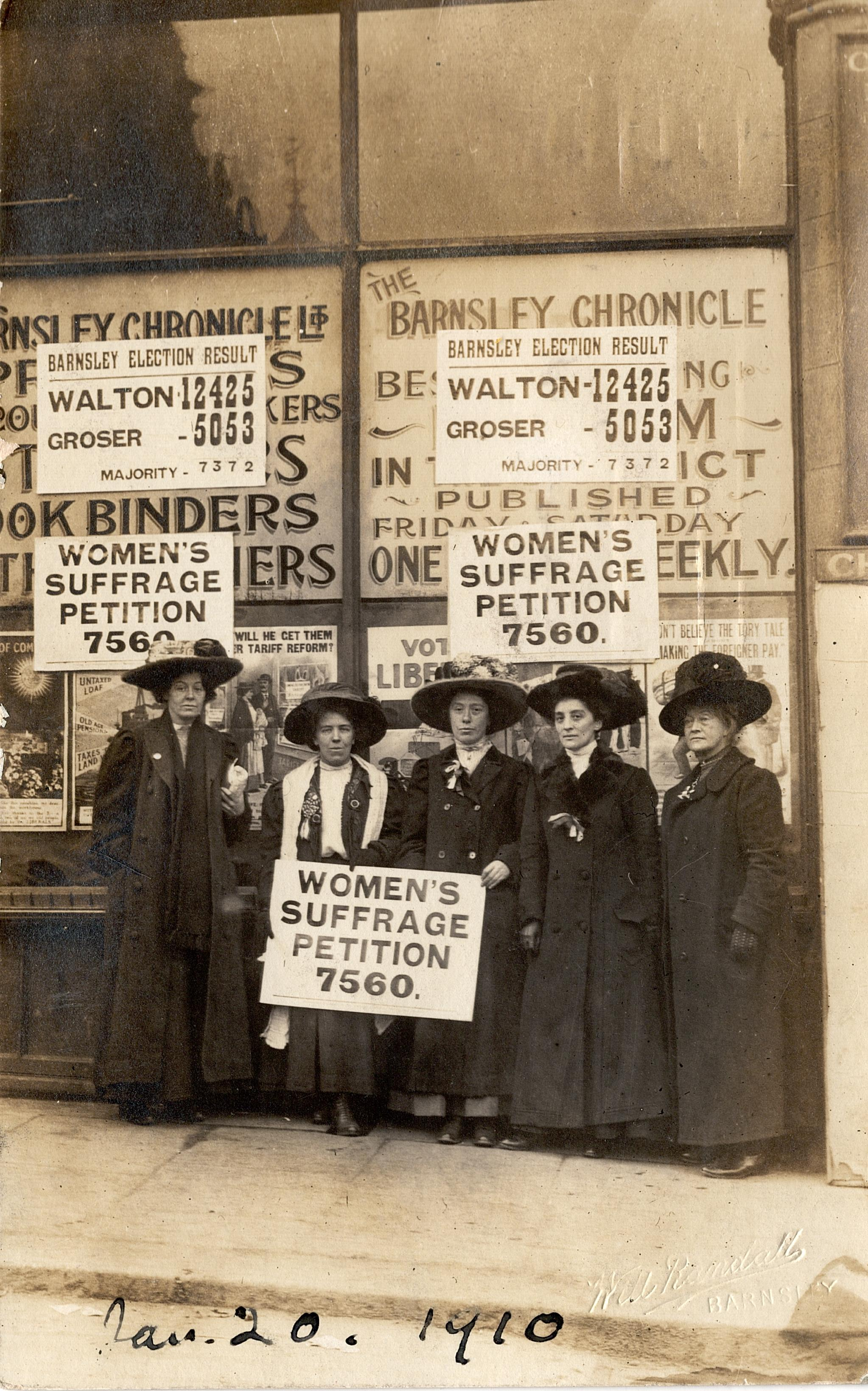
Alice Embleton fotografiada junto a otras sufragistas en Barnsley, 1910

Alice Laura Embleton (Epsom, Surrey, 1876–1960) fue una de las primeras mujeres en estudiar ciencias en la Universidad de Cardiff. Estuvo en el primer grupo de mujeres nombradas miembros de la Sociedad Linneana de Londres en 1905. Bióloga y zoóloga, Embleton desarrolló trabajos sobre pesticidas para mejorar la producción de cultivos. También fue una destacada sufragista.

## Trayectoria
Embleton nació en Epsom, Surrey, y asistió a la Sutton High School for Girls. Se matriculó en la ahora Universidad de Cardiff en 1895, y se graduó en 1899 con un Bachiller universitario en ciencias.
En 1900, ganó la Beca Conmemorativa de la Exposición de 1851, que otorgaba anualmente una beca de investigación de tres años a «jóvenes científicos o ingenieros de promesa excepcional».
Utilizó su beca para trabajar en el Laboratorio Balfour del Newnham College en Cambridge, continuando sus estudios en la Sorbona de París. Es considerada la segunda mujer en publicar sobre el tema de la copepodología, después de Edith Mary Pratt.
En 1903, fue nombrada zoóloga honoraria de la Board of Agriculture y ganó la beca Mackinnon de la Royal Society para investigación en ciencias biológicas.
Fue una de las primeras mujeres en hablar en la  Sociedad Linneana en el Burlington House de Londres. Su artículo, presentado el 4 de junio de 1903, se tituló: «Anatomy and Development of a Hymeropterous Parasite of a Scaly Insect (Lecanium Hemisphoericum)» («Anatomía y desarrollo de un parásito himeróptero de un insecto escamoso (Lecanium hemisphoericum)»). Junto con otras quince mujeres, fue nombrada miembro de la Sociedad Linneana en 1905. Los archivos de la Sociedad conservan la correspondencia de Embleton con la Sociedad, de la que fue miembro hasta 1917.
En 1906 coeditó los artículos «On the synapsis in amphibia» («Sobre la sinapsis en anfibios») y «On the origin of the sertoli» («Sobre el origen del sertoli»).

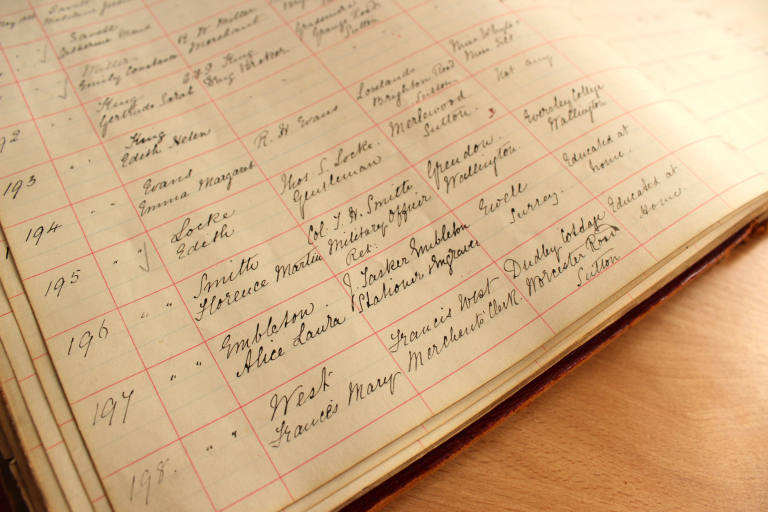
Entrada de Alice Embleton en el registro de admisiones de Sutton High School

Más tarde realizó investigaciones sobre el cáncer en el Royal College of Science de South Kensington.

## Vida personal
Embleton estuvo relacionada con varias sufragistas destacadas, incluidas Evelina Haverfield, Vera Holme y Celia Wray. Un censo de 1911 muestra que Embleton estaba viviendo con Wray en Fairfield House, Barnsley. Como muchas sufragistas, las dos mujeres desfiguraron el documento del censo al registrar su ocupación como «Conseguir votos para las mujeres».
Las cuatro mujeres crearon entre ellas la «Liga Foosack» privada, cuya membresía estaba restringida a mujeres y sufragistas. La evidencia sugiere que la Liga Foosack era un círculo secreto de lesbianas. La Women´s Library guarda correspondencia entre estas mujeres durante la Primera Guerra Mundial, en la que se hace referencia a Embleton como «Alick» y a Wray como «Mr Wary». En sus últimos años, Embleton vivió con Wray en The Elms en Saxmundham en Suffolk.